# باریو

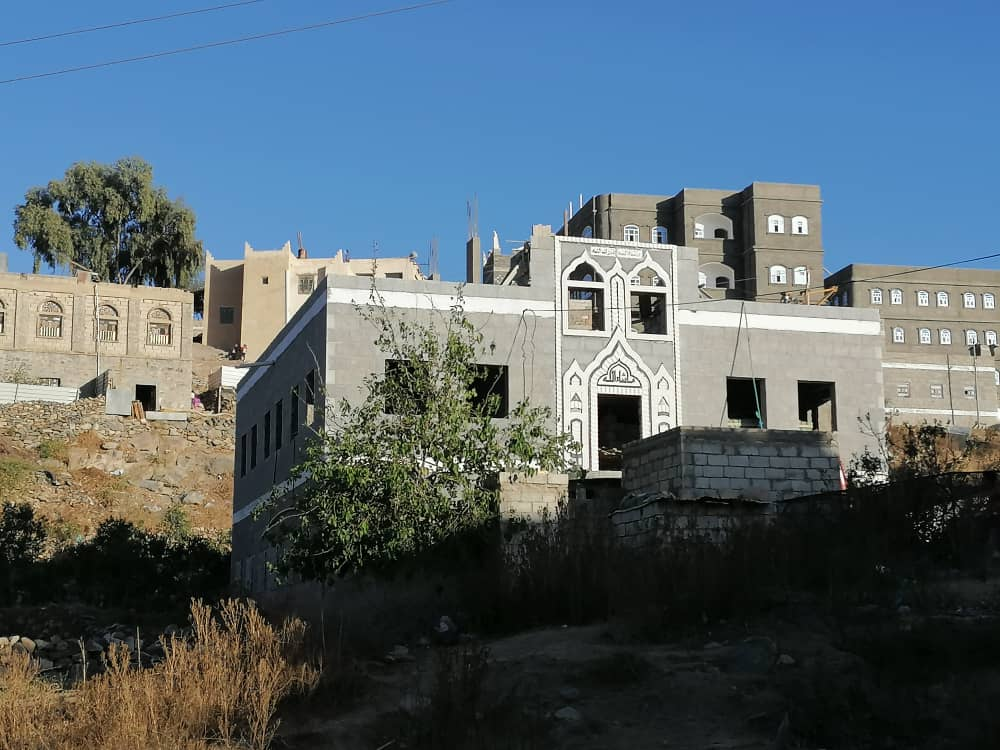
یک باریو Barrio

باریو Barrio (تلفظ اسپانیایی: [ˈbarjo]) واژه‌ای اسپانیایی به معنای محله است. در زبان اسپانیایی مدرن، «باریو» به‌طور کلی به عنوان هر منطقه از یک شهر تعریف می‌شود که معمولاً با ویژگی‌های کارکردی (مثلاً مسکونی، تجاری، صنعتی و غیره)، اجتماعی، معماری یا ریخت‌شناسی از یکدیگر متمایز می‌شوند. در اسپانیا، چندین کشور آمریکای لاتین و فیلیپین، این اصطلاح به شکل رسمی برای نشان دادن تقسیم‌های یک منطقهٔ شهرداری نیز استفاده می‌شود.